# کاتو پولمیدیا
کاتو پولمیدیا
شهر کاتو پولمیدیا (به روسی: Κάτω Πολεμίδια) در ناحیه لیماسول در کشور قبرس واقع شده‌است. جمعیت این شهر ۱۸٫۷۵۴ نفر است.